# تسمپین
تسمپین (به آلمانی: Zempin) یک شهر در آلمان است که در فرپومرن-گرایفسوالد واقع شده‌است. تسمپین ۹۳۸ نفر جمعیت دارد.